# Embraer Phenom 100
Embraer Phenom 100 – lekki odrzutowiec zaprojektowany przez brazylijskiego producenta samolotów Embraer. Może pomieścić maksymalnie czterech (w normalnej konfiguracji) lub sześciu pasażerów (po usunięciu toalety). Maksymalny zasięg Phenoma 100 wynosi 1320 mil morskich. Pierwsze samoloty trafiły do odbiorców w grudniu 2008 r. Cena szacowana jest na 3,6 milionów dolarów amerykańskich.

## Awionika
W samolocie Phenom 100 zastosowano awionikę Embraer "Prodigy" Flight Deck 100 (na podstawie Garmin G1000).

## Rozmiar produkcji
- 2008 r. – 2 sztuki[3]
- 2009 r. – 97 sztuk[4]
- 2010 r. (dane z marca) – 16 sztuk[5]